# ديفيد فيشر (رسام)
ديفيد فيشر (بالإنجليزية: David Fisher)‏ هو رسام أمريكي، ولد في 1946، وتوفي في 21 مارس 2013.